# 金啟貞
金啟貞，正白旗人，清朝政治人物。监生出身。
康熙三十九年（1700年），擔任清朝廣州府新安縣知縣。后由趙大嵋接任。